# Дитрих VIII фон Хонщайн-Херинген
Дитрих VIII фон Хонщайн-Херинген (на немски: Dietrich VIII von Honstein-Heringen; † 1412/1417/ пр. 27 януари 1418) е граф на Хонщайн, господар на Херинген, Лаймбах, Бенекенщайн и Хоенщайн.
Той е син на граф Дитрих VI фон Хонщайн-Херинген († 1393) и втората му съпруга Лутруд фон Мансфелд-Кверфурт († сл. 1394), дъщеря на граф Гебхард III фон Мансфелд-Кверфурт († сл. 1360) и Луитгарда фон Фалкенщайн († сл. 1360).
Дитрих VIII фон Хонщайн-Херинген живее на 25 май 1417 г. в Гьотинген. Той умира в затвор пр. 27 януари 1418 г.

## Фамилия
Дитрих VIII фон Хонщайн-Херинген се жени за Аделхайд фон Холщайн-Шауенбург-Пинеберг († 1404), дъщеря на граф Ото I фон Шауенбург-Холщайн († 1404) и Матилда фон Брауншвайг-Люнебург († 1410). 